# ميخائيل غرينوود
ميخائيل غرينوود (بالإنجليزية: Michael Greenwood)‏ (9 أبريل 1935 ببارنسلي في المملكة المتحدة - ) هو لاعب كرة قدم بريطاني في مركز الوسط، شارك في الألعاب الأولمبية الصيفية 1960. وشارك مع منتخب المملكة المتحدة الوطني لكرة القدم. أما مع النوادي، فقد لعب مع بيشوب أوكلاند ‏.

## وصلات خارجية
- ميخائيل غرينوود على موقع الاتحاد الدولي (مؤرشف)  (الإنجليزية)
- ميخائيل غرينوود على موقع أوليمبيديا (الإنجليزية)